# Telemarken
Das Telemarken ist eine ursprünglich aus Norwegen stammende Abfahrtsskitechnik, bei der lediglich die Spitzen der Skischuhe durch eine Bindung fixiert sind. Der Fahrer kniet beim Fahren auf dem (kurveninneren) bergseitigen Ski, indem er die Ferse des hinteren Fußes hochhebt und den Talski nach vorn schiebt. Telemarken als Wettkampftechnik wurde von dem Norweger Sondre Norheim bei einem Skisprungwettbewerb eingeführt. Er gewann 1868 den Alpin-Skiwettkampf von Iverslokken in Høydalsmo, nachdem er schon die 200 km lange Anfahrt von seinem Heimatdorf größtenteils per Ski zurückgelegt hatte.
Beginnend bei amerikanischen Bergrettern (skipatrols) in Crested Butte, Colorado, erfuhr die Telemarktechnik seit den 1970er Jahren auch außerhalb Skandinaviens neue Beachtung. Der Begriff Telemarken bildete sich 1888 bei einem Wettbewerb heraus, zur Unterscheidung von der alternativen Parallelschwungtechnik, die von Teilnehmern der Hauptstadt Christiania (das spätere Oslo) gefahren wurde. Amtlich wurde die Region, aus der Norheim stammt, erst 1919 Telemark genannt.
Das Wort Telemark ist gemäß Rudolf Much (1862–1936), Wien, aus Thilirmark, auf Deutsch Mark der Thilir, d. h. „Talbewohner“, entstanden. Thilir ist verwandt mit dem deutschen Wort Diele und lateinisch tellus (dt. Erde).

## Abfahrtstechnik
Charakteristisch für das Telemarken ist die Abfahrtstechnik: Bei jeder Kurvenfahrt schiebt sich wie bei einem Ausfallschritt wechselseitig der Fuß mit dem neuen Talski nach vorn. Das andere Bein – der Bergski – bleibt hinten, das Knie wird nach unten in Richtung Ski oder Schnee gedrückt, die Ferse hebt sich von der Bindung ab. Die Ski werden während der gesamten Kurvenfahrt parallel geführt.

## Ausrüstung
Zur Standardausrüstung beim Telemarken gehören ein Paar Ski mit Telemarkbindung sowie ein oder zwei Stöcke und ein Paar Schuhe.

### Ski
Während historische Telemarkski eher Langlauf- als Abfahrtsski ähnelten, ermöglichen moderne Telemark-Skischuhe und festere Bindungen eine breite Auswahl. Wie beim Alpinskifahren werden je nach Einsatzgebiet z. B. Tourenski, Racecarver oder Freerideski gefahren. Die meisten Skihersteller haben die Entwicklung spezieller Telemarkskier eingestellt, nachdem sich herausstellte, dass sich die Anforderungen an einen Telemarkski kaum von herkömmlichen Ski unterscheiden.

### Bindung
Eine Telemarkbindung fixiert nur die Front des Schuhs, die Ferse ist nach oben frei beweglich. Viele besitzen eine umschaltbare Tourenfunktion. Dadurch wird der Zug der Bindung umgangen, die Schaufel drückt sich nicht unter den Schnee, wenn der Fuß angehoben wird, und ein kraftsparendes Aufsteigen bei Skitouren wird ermöglicht. Sollte der Fahrer z. B. bei einem Sturz aus der Bindung fallen, sind aufgrund mangelnder Skibremsen Fangriemen empfehlenswert, um den Ski vor einer unkontrollierten Talfahrt zu bewahren.
Man unterscheidet zwischen Drei-Pin-Bindung, Kabelzugbindung und NTN-Bindung. Erstere wurde von den beiden Letzteren fast vollständig vom Markt gedrängt.
- Bei Drei-Pin-Bindungen wird der Schnabel des Schuhs mithilfe von drei kleinen Stiften (den namensgebenden Pins) und den Seitenbacken fixiert. Der Vorteil ist das geringere Gewicht und ein geringer Schaufeldruck. Es erfordert einiges mehr an Gleichgewicht und Kondition, um diese Bindung zu fahren.
- Kabelzugbindungen führen zusätzlich zu den Seitenbacken ein Kabel um die Ferse. Ein Federzug, der je nach Hersteller im Kabel, unter dem Schuh oder vor dem Schuh angebracht ist, sorgt für eine gewisse Spannung. Dadurch lässt sich der Ski auch bei höheren Geschwindigkeiten besser kontrollieren.
- Das NTN (New Telemark Norm) System wurde 2007 von der Firma Rottefella erfunden, umfasst zwei verschiedene Modelle und verzeichnet seit der Einführung einen wachsenden Marktanteil. Sie erfüllen die Merkmale einer Sicherheitsbindung und verfügen über Skibremsen. Die Bindung verfolgt ein neues Konzept und greift mit einer Art Kralle mittig unter der Sohle in eine hervorstehende Nut, die sog. „Second Heel“. Telemarker schätzen diese Bindung vor allem aufgrund der hohen Stabilität. Der anfängliche Kritikpunkt der schlechten Tourenfähigkeit wurde mittlerweile durch Einführung eines zweiten Modells behoben.

### Schuhe
Grundsätzlich wird zwischen Hartschalenschuhen und Lederschuhen unterschieden. Die früher üblichen Lederschuhe werden wegen ihres geringeren Gewichts und des bequemeren Sitzes vor allem in Skandinavien für Touren in weniger steilem Gelände und für längere Exkursionen benutzt. Sie werden aber auch für alpine Abfahrten von Puristen oder Nostalgikern gefahren, welche die Herausforderung der gefühlvolleren Fahrweise suchen. Hartschalenschuhe ermöglichen festere Bindungen mit einer besseren Kraftübertragung und größeren Kontrolle zwischen Fuß und Ski. Bei den Hartschalenschuhen ermöglicht eine Falte mit flexiblem Kunststoff im Zehenbereich ein Abknicken des Schuhes, so dass die Beweglichkeit der Ferse verbessert wird. Kabelzugbindungen und NTN-Bindungen erfordern unterschiedliche Schuhe, mittlerweile gibt es jedoch Firmen, die einen Kombischuh entwickelt haben.

## FIS-Wettbewerbe
Die internationalen Wettkämpfe im Telemarksport werden vom Internationalen Skiverband FIS reglementiert und veranstaltet. Ein Rennen setzt sich aus den Elementen Riesenslalom, Sprung, Kreisel und Skatingstrecke zusammen: Der RS entspricht dem alpinen Wettkampf, wird jedoch von einem Sprung unterbrochen. Bei diesem gilt es, die vom Rennleiter gezogene Weitenlinie zu erreichen. Als Richtwert gilt, dass 20 – 40 % der Läufer die geforderte Weite erreichen. Es ist also durchaus eine Herausforderung, die nicht von jedem Starter geschafft wird. Der Kreisel ist eine 360°-Steilwandkurve, um das Tempo der Läufer für die anschließende ca. 25 – 100 m lange Skatingstrecke zu reduzieren. Es gibt Strafsekunden, sogenannte Penaltys, die zur Laufzeit addiert werden. Torrichter stehen in regelmäßigen Abständen neben dem Lauf, notieren sich die Anzahl der Fehler und geben diese per Handzeichen oder Funk an die Zeitnahme weiter. Einen Penalty bekommt man für jedes Tor, das nicht in sauberer Telemarktechnik passiert wird und für die Landung nach dem Sprung ohne Telemarkschritt. Das Nichterreichen der Mindestsprungweite wird mit drei Sekunden sanktioniert. Um Verletzungen vorzubeugen, ist während der Besichtigung des Kurses ein Probesprung verpflichtend.
Es gibt die folgenden Disziplinen:

### Classic
Die längste und anstrengendste Disziplin besteht aus einem Durchgang von mindestens 1:40 min, durchschnittlich werden Laufzeiten von dreieinhalb Minuten erreicht. Vorgegeben seitens der FIS ist ein Verhältnis von 35 % zu 65 % (±5 %) von Skating zu Telemark sowie ein Maximum von zwei Sprüngen. Die genaue Aufteilung ist dem Veranstalter überlassen und hängt aufgrund der benötigten Länge meist stark vom gegebenen Gelände ab.

### Sprint Classic
Der Sprint besteht aus zwei Durchgängen, welche zwischen 0:50 und 1:10 min lang sind. Die besten 30 Läufer starten im zweiten Durchgang in umgekehrter Reihenfolge, d. h. der Führende des ersten Durchgangs startet im zweiten als 30. Auch hier sind wieder Riesenslalom, Sprung, Kreisel und Skatingabschnitt zu finden, wobei letzterer in der unteren Hälfte des Laufes stattzufinden hat.

### Parallel Sprint
Diese Disziplin wurde in der Saison 2011/2012 eingeführt. Sie besteht aus zwei parallelen Läufen, welche durchgehend rot oder blau ausgeflaggt sind, einem Sprung und dem Skatingabschnitt. Nach einem Qualifikationslauf treten die besten 16 Läufer (8 bei den Damen) im K.-o.-System gegeneinander an. Jede Paarung muss beide Läufe bewältigen, um eventuelle Nachteile eines Laufes auszugleichen. Von den Torrichtern notierte Penaltys werden dem jeweiligen Fahrer am Anfang der Skatingstrecke angezeigt und beeinflussen dessen Streckenwahl. Fahrer, welche fehlerfrei fuhren, dürfen den kürzesten Weg wählen, Fahrer mit Strafsekunden müssen einen der Anzahl der Penaltys entsprechend markierten Umweg einschlagen. Sollte ein Läufer drei oder mehr Penaltys bekommen, darf er den kürzesten Weg einschlagen, ihm werden jedoch 1,5 Sekunden zur finalen Zeit addiert.

### Riesenslalom
Gleich wie der alpine Riesenslalom, aber mit einem Sprung über ca. 25 Meter, bei dem auch die Weite und die Landung bewertet werden. Seit der Saison 2011/2012 wurde diese Disziplin im Weltcup nicht mehr ausgetragen.

## Andere Wettbewerbe
Neben den FIS-Veranstaltungen gibt es unzählige, meist lokal orientierte Wettbewerbe mit teilweise abweichenden Austragungsformen.
Hier gibt es starke Anlehnungen an die Newschool-Skiszene, die ihrerseits viele Wettbewerbsvarianten aus dem Freestyle-Bereich des Snowboardens übernommen hat.

### Telecross
Hier startet eine bestimmte Anzahl von Telemarkern gleichzeitig und versucht, auf dem mit Sprüngen, Wellen und Steilwandkurven ausgestatteten Parcours als erster ins Ziel zu kommen. Hier gibt es meist ein Laufsystem, d. h., dass die Besten der jeweiligen Rennen aufsteigen in diverse Finalläufe, bis der Gewinner ermittelt wird.
Der Unterschied zum Skicross besteht darin, dass die Steilwandkurven oft im Telemarkstil gefahren werden müssen bzw. die Sprünge so gelandet werden müssen. Daneben gibt es meist eine Kurve bzw. Passage, an der die Teilnehmer bergauf oder im Flachen skaten müssen.

### Big Air
Wie auch beim Newschool-Skifahren gibt es hier Punkte für die möglichst kreative, sauber ausgeführte und sicher gelandete Ausführung eines Sprunges.
Wie auch bei Slopestyle- und Halfpipe-Wettbewerben wird der Sieger in meist drei Durchgängen ermittelt, von denen der beste Durchgang oder die besten beiden Durchgänge in die Wertung kommen.
Punkte gibt es für:
Rotationen (engl. spins, in der Szene meist mit der englischen Bezeichnung der Gradzahl benannt),
z. B.:
1-fache Rotation um die Achse, die vom Kopf durch die Füße führt, 360°
→ „threesixty“, „three“ oder auch deutsch „Dreier“, „Dreisechziger“ etc.
Salti (engl. flips, ebenfalls meist mit der englischen Bezeichnung ausgedrückt),
z. B.: einfache Vorwärtsrotation um den Körperschwerpunkt → „Frontflip“, auch nur „Front“
Grabs (engl. für Griffe mit der Hand an eine beliebige Stelle der Kante eines Skis, auch hier haben sich anglisierte Versionen in der Terminologie durchgesetzt),
z. B.:
„Nose Grab“, Griff an das vorderste Viertel des Skis, oder
„Tail Grab“, Griff an das hinterste Viertel des Skis
Hier gibt es hunderte verschiedener Varianten, je nachdem, welche Hand (oder beide) zu welchem Ski und zu welcher Seite des Skis geführt werden muss, ob die Ski dabei gekreuzt sind oder welche Position die Beine einnehmen.
Anfahrt und Landung
Wird der Sprung rückwärts angefahren (engl. switch oder fakie), so erhöht das den Schwierigkeitsgrad. Selbiges gilt für die Landung, wobei hier noch die Sicherheit mit einfließt.
Gesamteindruck (engl. overall impression)
Die Gesamtheit aus Rotationen, Salti und Grabs (oder anderen Drehrichtungen und Grabs) ergibt einen Trick.
Anders als bei anderen Sportarten ist die Bewertung meist nicht rational nachzuvollziehen, sondern hängt mehr oder weniger von der subjektiven Sicht der Jurymitglieder ab.
Je nachdem, wie die Rotationen und Salti kombiniert wurden, spezielle Tricks ausgeführt wurden, bei denen um kreative Achsen gedreht wurde, wie sauber und lang die Grabs gehalten wurden, gibt sich ein Gesamtbild des Tricks, das nicht rein von der technischen Schwierigkeit und einer sauberen Landung abhängt.

### Slopestyle
Ähnlich wie Big Air, nur gibt es hier nicht nur einen Sprung, sondern mehrere verschiedene Typen von Sprüngen im Verlauf des Parcours. Daneben existieren sogenannte Rails (im Endeffekt meist um die 5–15 m lange, zwischen 5 und 40 cm breite Geländer oder je nach Breite auch Kisten) aus Holz, PVC oder Metall, die quer zur Fahrtrichtung überfahren oder überrutscht (sliden, grinden) werden.
Der Gewinner des Slopestyle hat möglichst viele verschiedene Tricks über die Sprünge und Rails gezeigt, möglichst den ganzen Parcours möglichst kreativ ausgenutzt (also möglichst viele verschiedene Sprünge und Rails benutzt) und eine hohe Sicherheit bei allen Aktionen gezeigt.

### Halfpipe
Ähnlich dem gleichnamigen Bewerb bei den Snowboardern oder Freestyleski zeigen die Fahrer hier Tricks. Gefahren wird in einer Halbröhre aus Schnee. Hier gilt es wiederum, möglichst verschiedene und kreative Tricks zu zeigen, dabei möglichst hoch aus der Pipe zu springen und dabei noch sicher zu landen.